# Малајско полуострво
Малајско полуострво (малајс. Semenanjung Tanah Melayu), (тај. คาบสมุทรมลายู) је 1.555 километара дугачки наставак копнене масе Југоисточне Азије. На најужем делу (превлака Кра у Тајланду) широко је свега 6 километара.
Полуострво се налази између Тајландског залива на североистоку, Јужног кинеског мора на истоку, мореуза Џохор на југу, мореуза Малака на југозападу и Андаманског мора на западу. Малајско полуострво дели североисточни Индијски океан од западног Пацифика. Најјужнији део полуострва се зове и полуострво Малака.
Планине Титивангса су део система Тенасеримских брда и чине кичму полуострва и најјужнији део централних кордиљера, која иде од Тибета преко превлаке Кра, најуже тачке полуострва, до Малајског полуострва. Малајски мореуз одваја Малајско полуострво од индонежанског острва Суматре, а јужна обала је од острва Сингапур одвојена мореузом Џохор.

## Етимологија
Малајски израз Tanah Melayu је изведен од речи Tanah (земља) и Melayu (Малајци), тако да значи „малајска земља”. Термин се може наћи у различитим малајским текстовима, од којих најстарији датира из раног 17. века. Често се помиње у Хикаjат Ханг Туах, добро познатој класичној причи повезаној са легендарним херојима Малака Султаната. Танах Мелаjу у тексту се доследно користи да се односи на област под малачком доминацијом.
Почетком 16. века, Томе Пирес, португалски апотекар који је боравио у Малаки од 1512. до 1515. године, користи скоро идентичан термин Terra de Tana Malaio, којим је означавао југоисточни део Суматре, где је свргнути султан Малаке, Махмуд Шах је успоставио своју прогнану владу. Извештај португалског историчара Емануела Годиња де Ередије из 17. века забележио је регион Malaios окружен Андаманским морем на северу, цео Малачки мореуз у центру, део Сундског мореуза на југу и западни део Јужног кинеског мора на истоку.
Пре оснивања Малаке, древне и средњовековне референце на Малајско полуострво постоје у различитим страним изворима. Према неколико индијских научника, реч Malayadvipa („планинско-острвски континент“), поменута у древном индијском тексту, Вају Пурана, можда се односи на Малајско полуострво. Један други индијски извор, натпис на јужном зиду храма Брихадесварар, забележио је реч Malaiur, која се односи на краљевство на Малајском полуострву које је имало „јаку планину за свој бедем“. Птолемејева Географија је географску област Златног Херсонеса назвала Малеу-колон, термин за који се сматра да потиче од санскритског малајаколам или малајкурам. Док је кинеска хроника династије Јуан помињала реч Ма-ли-ју-ер, мислећи на нацију Малајског полуострва којој је претила експанзија Сукотајског краљевства ка југу под краљем Рамахамхаенгом. Током исте ере, Марко Поло је у свом путопису поменуо Malauir, као краљевство које се налази на Малајском полуострву, вероватно слично оном који се помиње у хроници Јуана. Малајско полуострво је било помешано са Персијом у старом Јапану и било је познато под истим именом.
Почетком 20. века, термин Танах Мелају су углавном користили Малајци на полуострву током успона малајског национализма да описују уједињење свих малајских држава на полуострву под једном малајском нацијом, а ова амбиција је у великој мери остварена формирањем Persekutuan Tanah Melayu (малајски за „Федерацију Малезије”) 1948. године.

## Екологија
Малајско полуострво је прекривено тропским влажним шумама. У низијским шумама доминира стабла диптерокарпа, док су планинске шуме дом зимзеленог дрвећа из породице букве (Fagaceae), породице мирте (Myrtaceae), породице ловора (Lauraceae), тропских четинара и других породица биљака.
Шуме полуострва су дом хиљадама врста животиња и биљака. Неколико великих угрожених сисара насељава полуострво – азијски слон (Elephas maximus), гаур (Bos gaurus), тигар (Panthera tigris), сунчев медвед (Helarctos malayanus), малајски тапир (Tapirus indicus), облачасти леопард (Neofelis nebulosa) и сијаманг (Symphalangus syndactylus). Суматрански носорог (Dicerorhinus sumatrensis) је некада настањивао шуме, али су последњи носороги у Малезији угинули 2019. године, а неколико преосталих припадника врсте преживело је само на Суматри.
Полуострво је дом неколико различитих екорегија. Полузимзелене кишне шуме Тенасерим-јужни Тајланд покривају северно полуострво, укључујући брда Тенасерим и превлаку Кра, и простиру се до обале са обе стране превлаке.
Флористичка граница Кангар-Патани прелази полуострво у јужном Тајланду и најсевернијој Малезији, означавајући границу између великих биогеографских региона Индокине на северу и Сундаланда и Малезије на југу. Шуме северно од границе карактерише сезонско-листопадно дрвеће, док шуме Сундаланда имају више падавина током целе године и дрвеће је углавном зимзелено. Полуострво Малезија је дом за три копнена екорегиона. Екорегион полуострва малезијске планинске кишне шуме покрива планине изнад 1000 метара надморске висине. Низије и брда су у екорегији полуострвских малезијских кишних шума. Шуме тресета на полуострву у Малезији обухватају карактеристичне поплављене шуме у низинама са обе стране полуострва.
Дуж обе обала се нижу простране мангрове. Мангрове обале Мјанмара су на западној обали полуострва, а мангрове Индокине на источној обали.

### Државе
На Малајском полуострву се налазе следеће државе:
- Малезија – њен западни део
- Мјанмар – крајњи југ земље
- Тајланд – југ земље
- Острво-држава Сингапур се налази на крајњем југу Малајског полуострва.